# Julia Nowicka

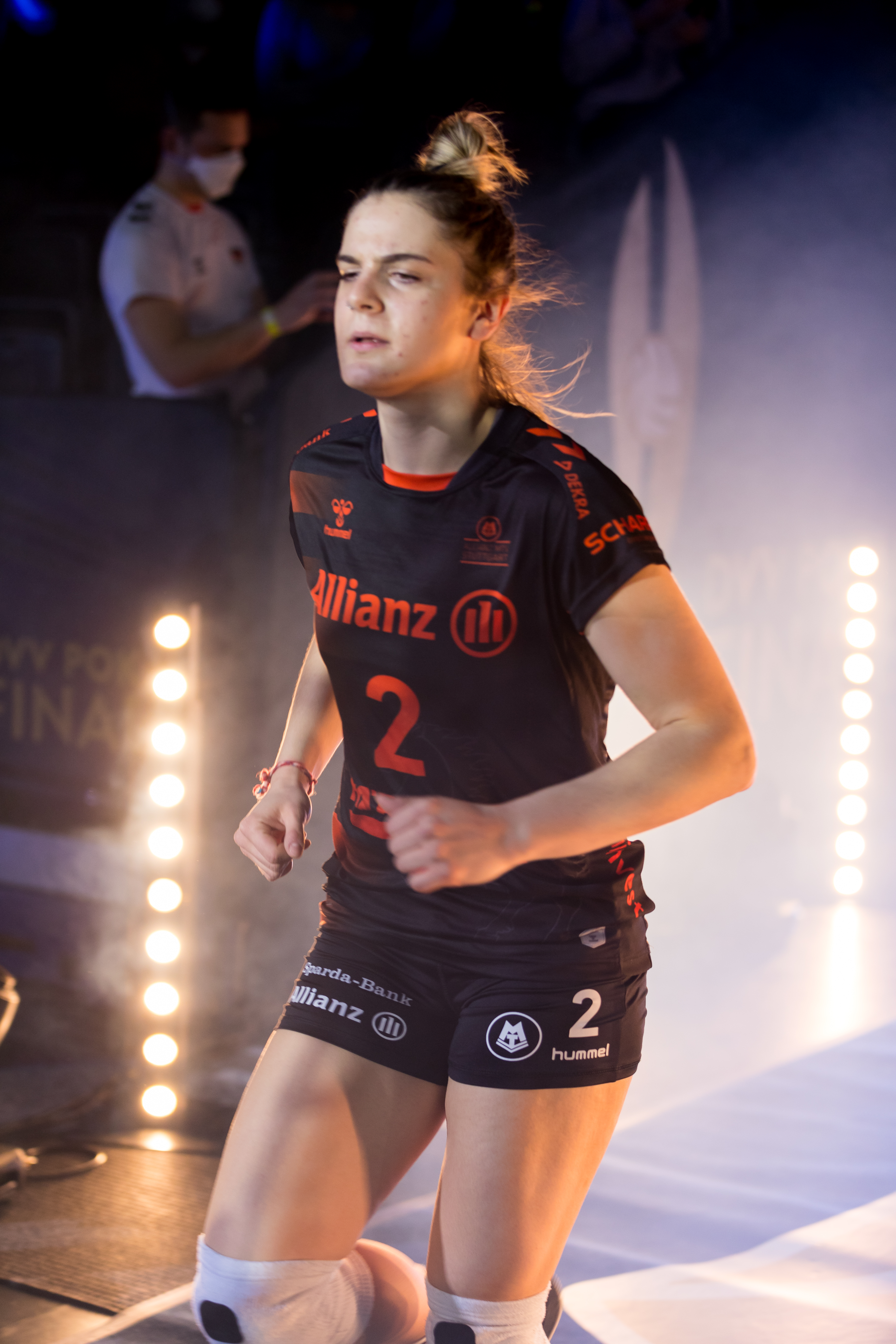
Julia Nowicka zawodniczką Allianzu MTV Stuttgart

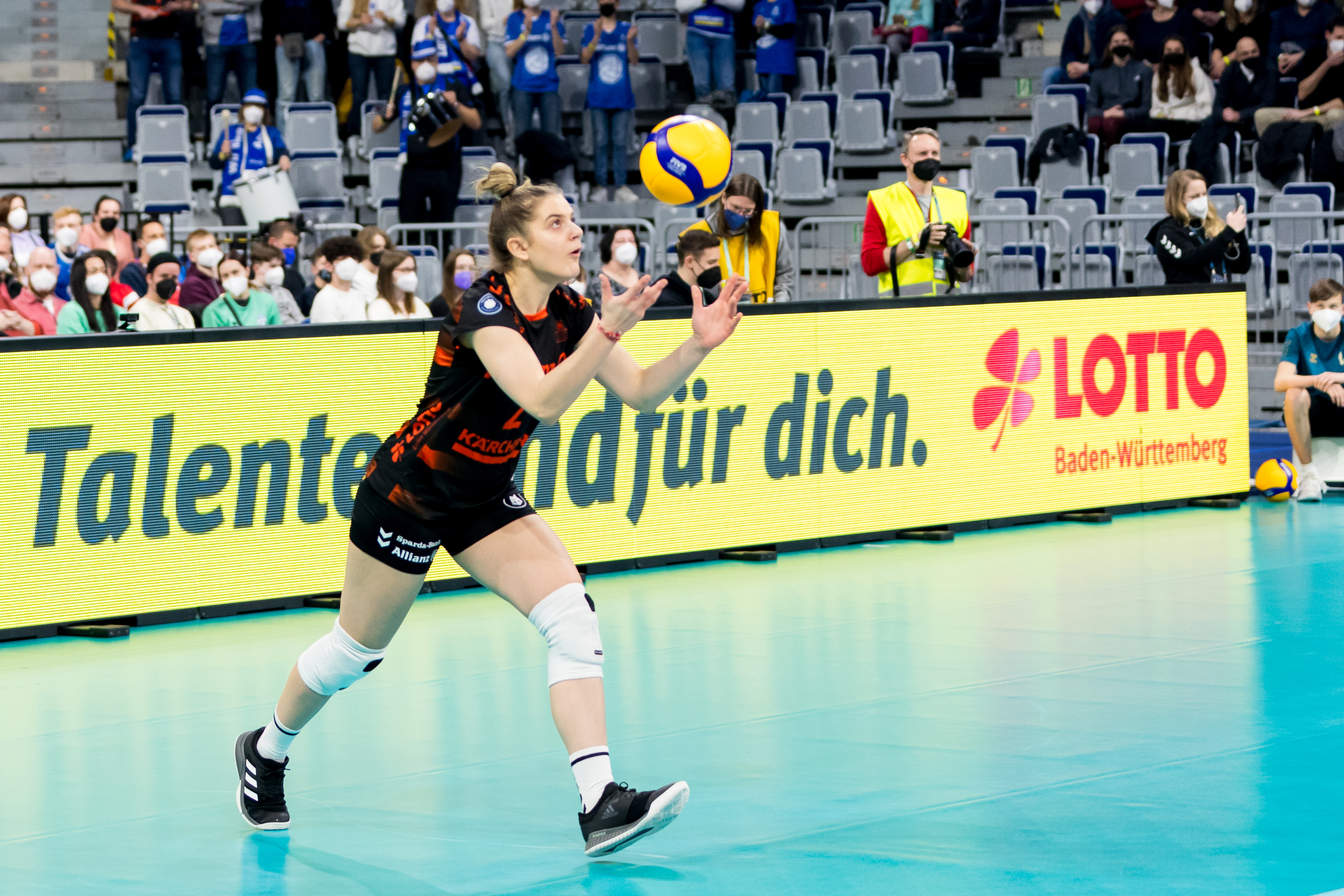
Julia Nowicka podczas wykonywania zagrywki w drużynie Allianz MTV Stuttgart

Julia Nowicka (ur. 21 października 1998 roku w Częstochowie) – polska siatkarka, grająca na pozycji rozgrywającej, reprezentantka kraju. 
Zaczynała od trenowania szermierki, ale nigdy nie miała szabli w ręce. Jej tata grał w siatkówkę i ma licencję trenera. 
Podczas Gali Polskiej Ligi Siatkówki 2024 została siatkarką sezonu 2023/2024 Tauron Ligi.

## Przebieg kariery
| Kariera juniorska | Kariera juniorska                           | Kariera juniorska | Kariera juniorska | Kariera juniorska | Kariera juniorska | Kariera juniorska | Kariera juniorska | Kariera juniorska | Kariera juniorska | Kariera juniorska |
| ----------------- | ------------------------------------------- | ----------------- | ----------------- | ----------------- | ----------------- | ----------------- | ----------------- | ----------------- | ----------------- | ----------------- |
| Lata              | Klub                                        |                   |                   |                   |                   |                   |                   |                   |                   |                   |
|                   | SPS Politechnika Częstochowska (wychowanka) |                   |                   |                   |                   |                   |                   |                   |                   |                   |
| 2014–2017         | SMS PZPS Szczyrk                            |                   |                   |                   |                   |                   |                   |                   |                   |                   |
| 2017              | KS Pałac Bydgoszcz                          |                   |                   |                   |                   |                   |                   |                   |                   |                   |
| Kariera seniorska |                                             |                   |                   |                   |                   |                   |                   |                   |                   |                   |
| Lata              | Klub                                        |                   |                   |                   |                   |                   |                   |                   |                   |                   |
| 2017–2019         | BKS PROFI CREDIT Bielsko-Biała              |                   |                   |                   |                   |                   |                   |                   |                   |                   |
| 2019–2021         | Grot Budowlani Łódź                         |                   |                   |                   |                   |                   |                   |                   |                   |                   |
| 2021–2022         | Allianz MTV Stuttgart                       |                   |                   |                   |                   |                   |                   |                   |                   |                   |
| 2022–2025         | BKS BOSTIK Bielsko-Biała                    |                   |                   |                   |                   |                   |                   |                   |                   |                   |
| 2025–             | Gerdau/Minas                                |                   |                   |                   |                   |                   |                   |                   |                   |                   |

## Sukcesy klubowe

### młodzieżowe
Ogólnopolska Olimpiada Młodzieży:
- 2015

Mistrzostwa Polski juniorek:
- 2017

### seniorskie
Superpuchar Polski:
- 2020, 2024[10]

Puchar Niemiec:
- 2022[11]

Puchar CEV:
- 2022[12]

Liga niemiecka:
- 2022[13]

Puchar Polski:
- 2024[14]

Liga polska:
- 2024[15]

## Sukcesy reprezentacyjne
Volley Masters Montreux:
- 2019

Liga Narodów:
- 2023

## Nagrody indywidualne
- 2017: Najlepsza rozgrywająca Mistrzostw Polski juniorek[16]
- 2024: MVP turnieju finałowego Pucharu Polski